# 服部文四郎
服部 文四郎（はっとり ぶんしろう、1878年1月8日  -  1955年2月16日）は、日本の経済学者。学位はPh.D.（プリンストン大学）、経済学博士。早稲田大学教授、早稲田大学専門部政経科長、専修大学学監、千葉商科大学初代学長、明治学院大学初代経済学部長等を歴任。

## 人物・経歴
1878年滋賀県生まれ。1902年東京専門学校（現･早稲田大学）英語政治科卒。1906年プリンストン大学大学院修了し、Ph.D.学位取得。アメリカ留学後、早稲田大学(旧制)の留学生としてイギリス、フランス、ドイツへ渡り、1908年に帰国。1909年早稲田大学講師を経て同大教授に就任し、貨幣論、金融論、経済原論を担当。1927年より早稲田大学専門部政経科長就任。1946年専修大学学監、1950年3月から1951年3月まで千葉商科大学初代学長、1952年明治学院大学初代経済学部長。

## 著作
- 『解説経済学』 (明善社、1935年)
- 『貨幣及銀行原理』 (明善社、1929年)
- 『貨幣銀行及為替論』 (明善社、1929年)
- 『貨幣銀行概論』 (明善社、1941年)
- 『貨幣原理』 (明善社、1933年)
- 『貨幣の知識』 (日本公論社、1938年)
- 『貨幣の知識』 (非凡閣、1933年)
- 『外国為替論』 (明善社、1933年)
- 『金融基礎論』 (明善社、1942年)
- 『金融経済論』 (明善社、1942年)
- 『銀行原論』 (同文館、1914年)
- 『経済原論』 (明善社、1943年)
- 『経済原論』 (明善社、1941年)
- 『経済実践』 (明善社、1933年)
- 『経済学原論』 (明善社、1940年)
- 『現時の国際金融』 (明善社、1938年)
- 『現代金融経済全集.第26巻』 (改造社、1936年)
- 『国際金融論』 (明善社、1940年)
- 『国際金融論』 (明善社、1939年)
- 『国際経済と共栄圏経済』 (明善社、1943年)
- 『国際経済と金融』 (明善社、1935年)
- 『国際経済と金融』 (明善社、1941年)
- 『国際経済論』 (東京宝文館、1916年)
- 『国際貿易と金融』 (文明協会、1926年)
- 『国民経済原論』 (同文館、1926年)
- 『財界の動き』 (大日本雄弁会講談社、1931年)
- 『実践倫理学生の道』 (明善社、1943年)
- 『戦時及戦後の経済』 (大日本文明協会事務所、1916年)
- 『戦時経済と経済指導』 (明善社、1941年)
- 『日本経済の基礎知識』 (明善社、1934年)
- 『模範国民論』 (明善社、1935年)
- 『模範国民論』 (明善社、1938年)
- 『模範国民論』 (明善社、1936年)
- 『良書百選. 第1輯』 (日本図書館協会、1935年)
- 『我国の金融と景気 : 国際経済及金融と我国民経済の交渉』 (早稲田大学出版部、1928年)